# Cyclosorus terminans
Cyclosorus terminans là một loài thực vật có mạch trong họ Thelypteridaceae. Loài này được (J. Sm. ex Hook.) K.H. Shing mô tả khoa học đầu tiên năm 1999.